# Chicão (político)
José Francisco Gorski, mais conhecido como Chicão, (Santiago, 30 de março de 1957 — Santiago, 13 de novembro de 2011), foi um engenheiro e político brasileiro.

## Biografia
Nas eleições municipais de 2000, em Santiago, concorreu ao cargo de prefeito pelo Partido Progressista Brasileiro (PPB), sendo eleito com 13.392 votos. Nas eleições municipais de 2004, concorreu a reeleição pelo mesmo partido e foi reeleito, com 19.644 votos.
Nas eleições estaduais de 2010, concorreu ao cargo de deputado estadual do Rio Grande do Sul e foi eleito, com 43.012 votos.

### Morte
Gorski morreu na madrugada do dia 13 de novembro de 2011, após o veículo em que ele estava com a família sair da pista, na BR-287, entre as cidades de Santiago e Jaguari, e bater em uma árvore, a esposa e o filho de 3 anos na época sobreviveram.